# Navegació a vela

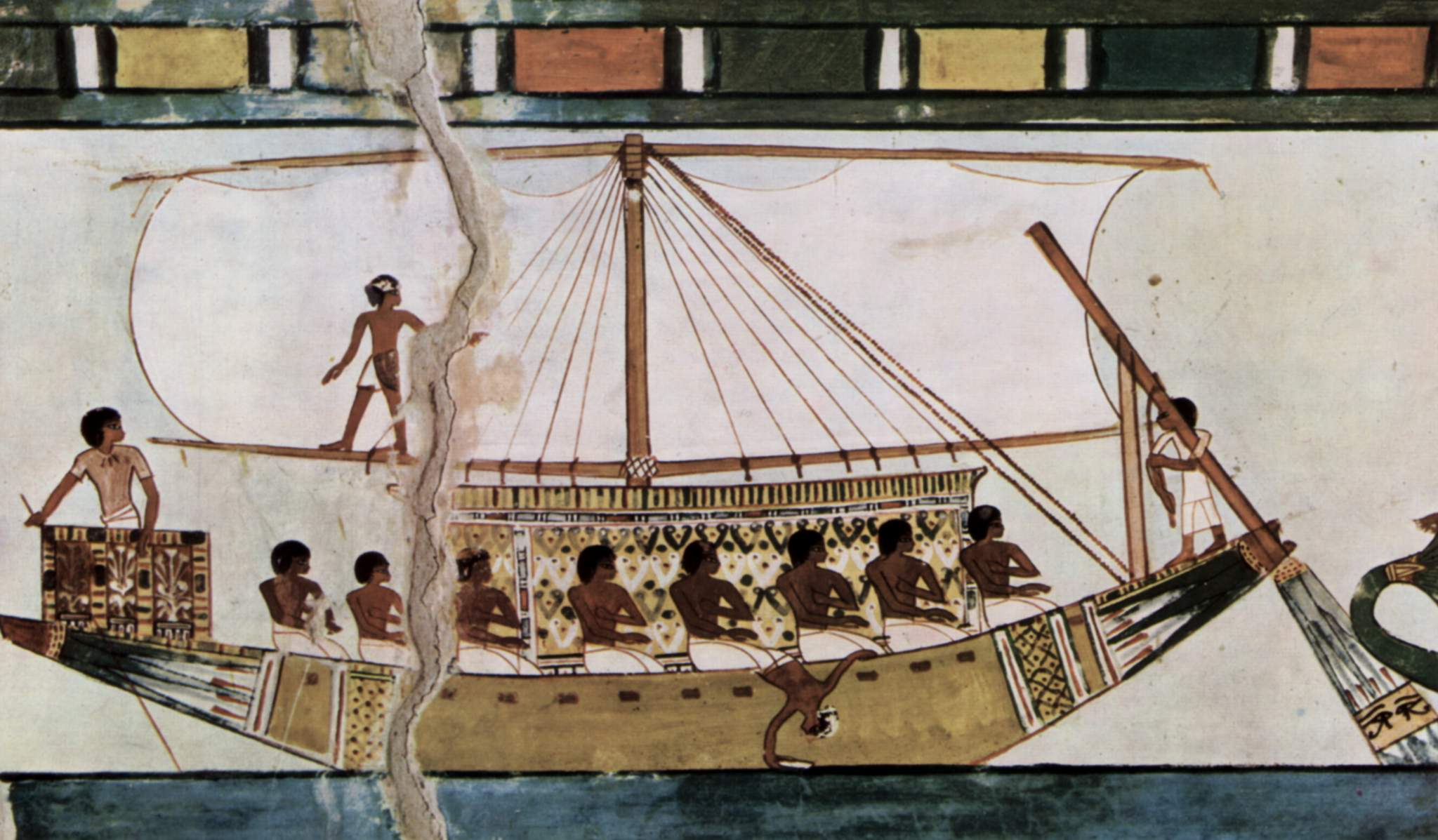
Embarcació de vela en una il·lustració egípcia (Tomba de Menna, anys 1422-1411 aC).

La navegació a vela  és un tipus de navegació marítima que es realitza amb una embarcació de vela. Ha estat d'una importància crucial, tant en l'activitat comercial (explotació pesquera, transport marítim, transport fluvial, etc.) com en la guerra naval, fins a l'aparició de noves tècniques de propulsió naval.
En l'actualitat és un tipus de navegació que pràcticament només es realitza com esport o activitat de lleure.

## Història

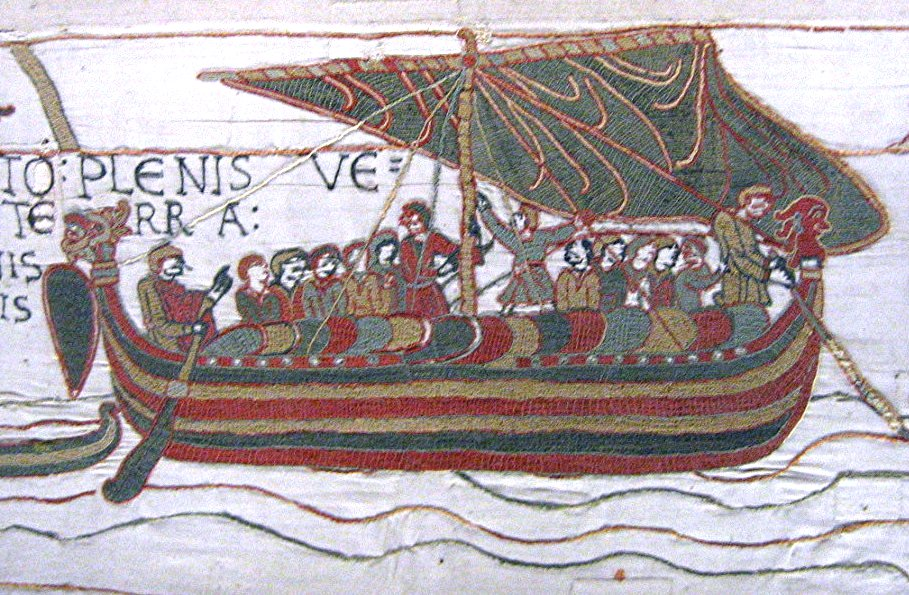
Vaixell normand del tipus drakkar viking. Tapís de Bayeux. Invasió normanda d'Anglaterra

Al llarg de la història, la navegació a vela ha estat una forma de propulsió clau que permetia una mobilitat més gran que els viatges per terra, ja fos per a l'exploració, el comerç, el transport o la guerra, i que augmentava la capacitat de pesca, en comparació de la realitzada des de la costa.
Els primers aparells quadrats generalment no podien navegar a menys de 80° del vent, mentre que els primers aparells de proa i popa podien navegar a 60-75° del vent. Més tard, les embarcacions amb aparell quadrat també van poder navegar a sobrevent, i es van convertir en l'estàndard per als vaixells europeus durant l'Era dels Descobriments, quan les embarcacions es van aventurar al voltant d'Àfrica a l'Índia, a Amèrica i arreu del món. Els vaixells de vela es van fer més llargs i ràpids amb el pas del temps, i els vaixells aparellats portaven pals més alts amb veles més quadrades. L'Era de la navegació a vela (1570-1870) va aconseguir el seu punt àlgid als segles segle xviii i segle xix amb vaixells mercants de vela que podien viatjar a velocitats superiors a les dels recent introduïts vaixells de vapor.

### Exploració i investigació

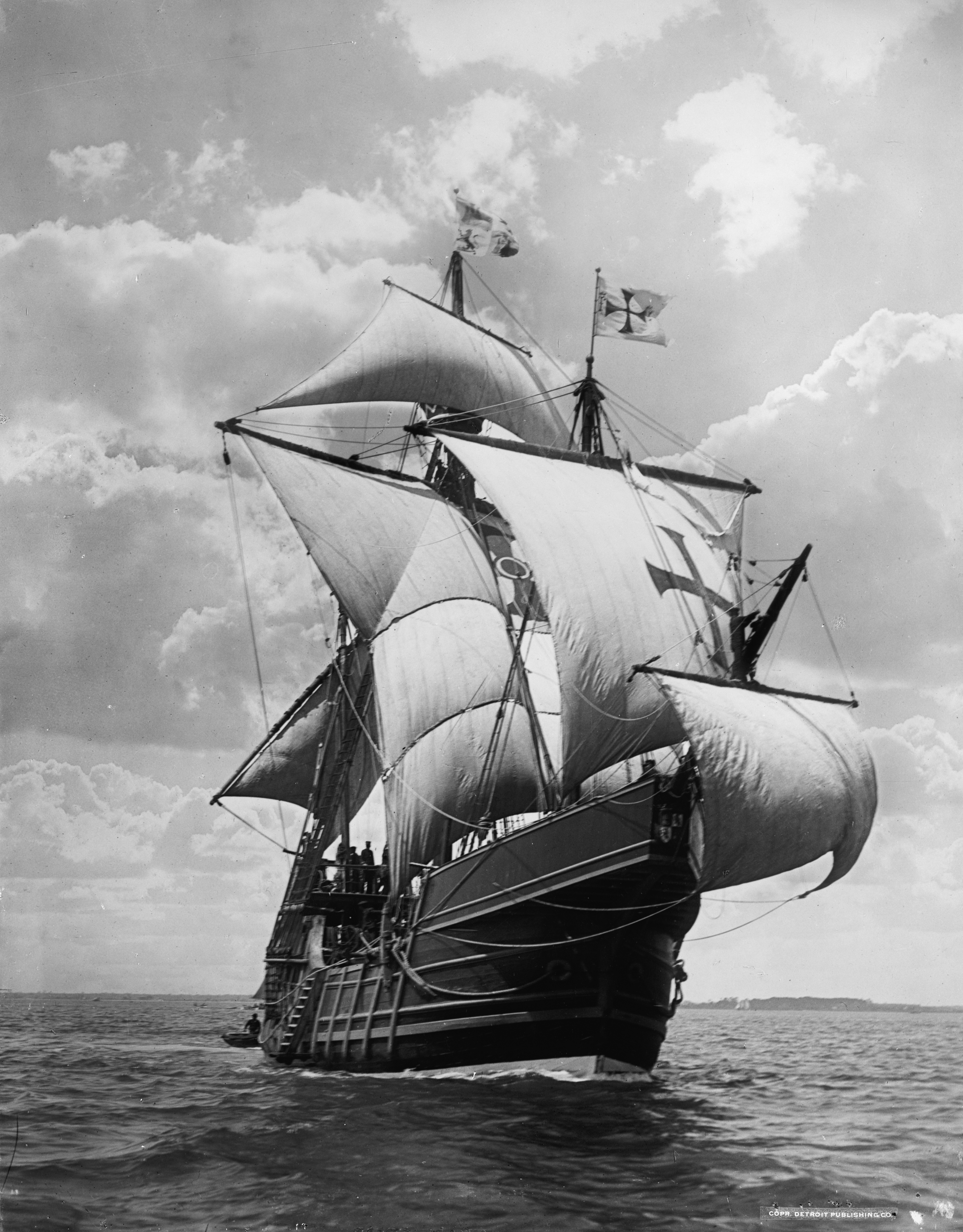
Rèplica de la carabela de Cristòfor Colom, Santa Maria a vela.

Els pobles austronesis van navegar des del que avui en dia és el sud de la Xina i Taiwan amb de catamarans o embarcacions tipus canoa polinèsia, i velers triangulars, que va permetre l'Expansió Austronesia entorn del 3000 al 1500 a.C. cap a les illes del sud-est assiàtic marítim, i d'aquí a Micronèsia, Melanèsia insular, Polinèsia i Madagascar. Van recórrer grans distàncies en mar obert a canoa amb balancí utilitzant mètodes de navegació tals com les cartes de pal.
En l'època de la Era dels Descobriments -que va començar en el segle xv- les embarcacions d'aparell quadrat i diversos pals eren la norma i es guiaven per tècniques de navegació que incloïen la brúixola magnètica i la realització d'albiraments del sol i les estrelles que permetien fer viatges transoceànics.
Durant l'Era dels Descobriments, els vaixells de vela van participar en els viatges europeus al voltant d'Àfrica fins a la Xina i el Japó, ia través de l'oceà Atlàntic fins a Amèrica del Nord i del Sud. Més tard, els velers es van aventurar a l'Àrtic per explorar les rutes marítimes del nord i avaluar-ne els recursos naturals. Als segles segle xviii i segle xix, els velers realitzaven estudis hidrogràfics per elaborar cartes de navegació i, de vegades, portaven científics a bord, com en els viatges de James Cook i el Segon viatge de l'HMS Beagle amb el naturalista Charles Darwin.

### Comerç

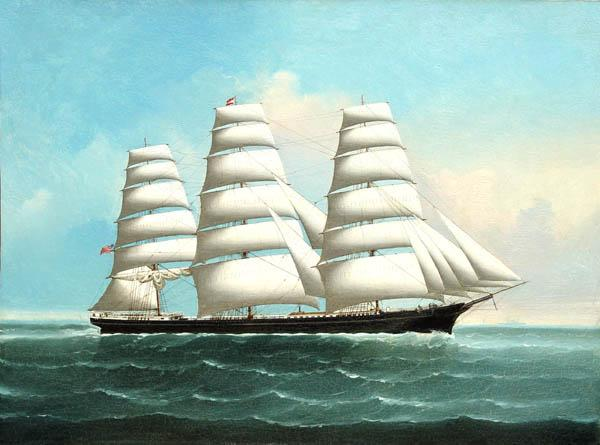
Un clíper americà de finals del.

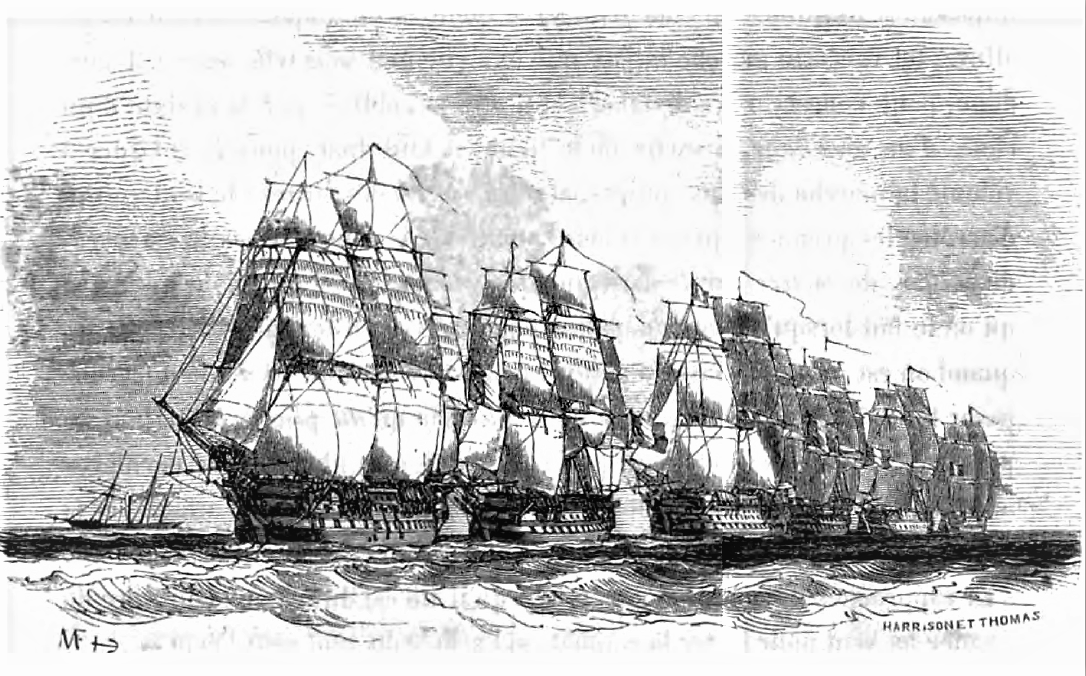
Una esquadra francesa formant una línia de batalla cap al 1840.

A principis del segle xix, les ràpides goletes i bergantins de bloqueig -Baltimore Clipper- van evolucionar cap a vaixells de vela de tres pals, típicament aparellats amb línies fines que milloraven la velocitat, però disminuïen la capacitat de càrrega dalt valor, com el te de la Xina. Els pals aconseguien una altura de 100 peus i eren capaços d'assolir velocitats de 19 nusos (35 km/h), la qual cosa permetia travesses de fins a 465 milles nàutiques (861 km) cada 24 hores. Els clippers van donar pas a vaixells més voluminosos i lents, que van passar a ser econòmicament competitius a mitjan segle xix. Van sorgir plans de navegació amb només velers de proa i popa (goletes), o una barreja d'ambdues (bergantins, barques i bergantins-goletes). Les goletes costaneres de vela superior, amb una tripulació de tan sols dues persones que s'encarregaven del maneig de les veles, es van convertir en una forma eficient de transportar càrrega a granel, ja que només calia atendre les veles de proa mentre la brodada i la maquinària a vapor solia estar disponible per hissar les veles i l'àncora.
Els vaixells de vela amb casc de ferro van representar l'última evolució dels vaixells de vela al final de l'Era de la Navegació amb Vela. Es van construir per transportar càrrega a granel durant llargues distàncies al segle xix i principis del segle xx. Eren els més grans dels velers mercants, amb tres a cinc pals i veles quadrades, així com altres plans de vela. Transportaven càrregues a granel entre continents. Els velers amb casc de ferro es van construir principalment des de la dècada de 1870 fins a 1900, quan els vaixells de vapor van començar a superar-los econòmicament, a causa de la seva capacitat per mantenir un horari independentment del vent. Els cascs d'acer també van substituir els de ferro més o menys a la mateixa època. Fins i tot al segle xx, els vaixells de vela podien mantenir-se en viatges transoceànics com el d'Austràlia a Europa, ja que no necessitaven carbonera per al carbó ni aigua dolça per al vapor, i eren més ràpids que els primers vaixells de vapor, que normalment amb prou feines podien aconseguir 8 nusos (15 km/h). Finalment, la independència dels vaixells de vapor respecte al vent i la seva capacitat per prendre rutes més curtes, passant pel Canal de Panamà i el de Suez, van fer que els vaixells de vela no fossin rendibles.

### Poder naval
Fins a l'adopció generalitzada de carvel-vaixells construïts amb una estructura interna d'esquelet per suportar el pes del vaixell i perquè les boques dels canons es tallessin al costat, els velers eren només vehicles per lliurar caces a l'enemic per al combat. Cap a l'any 1500, els ports d'armes permetien als vaixells de vela navegar al costat d'un vaixell enemic i disparar un Broadside (naval) de múltiples canons. Aquest desenvolupament va permetre que les flotes navals es disposessin en una línia de batalla, per la qual cosa, els vaixells de línia mantindrien el seu lloc en la línia per enfrontar-se a l'enemic en una línia paral·lela o perpendicular.

## Parts d’un veler
Qualsevol embarcació de vela pot ser analitzada a partir dels seus components. Al costat d'altres anàlisis possibles, és freqüent considerar els tres sistemes següents:
- Sistema de flotació (buc o bucs)
- Aparell
  - Arbram (arbre o arbres i similars)
  - Velam
  - Eixàrcia ferma
  - Eixàrcia de treball
- Accessoris

### Tipus de veles
|  | Una vela bermudiana és, aproximadament, triangular. Pot anar amb botavara o sense. |

|  | La vela cangrea és trapezoidal. Va envergada al pal, a la botavara (generalment) i al pic o antena (la verga superior). Segons la imatge de l'esquerra, la famosa goleta America hissava les veles següents (d’esquerra dreta): floc (amb botavara), vela cangrea del trinquet (sense botavara) i vela cangrea mestra (amb botavara i escandalosa) |

|  | El gravat de la figura mostra una barca aparellada amb una vela de ventall. Vegeu la perxa inclinada que reposa al pal per la part inferior. I que dona suport a la vela. En aquest cas – i en general- sense botavara. |

|  | Aparell amb vela llatina |

|  | Aparell amb vela de papallona |

|  | Aparell amb vela tanja |

|  | Aparell de vela al terç |

|  | Aparell amb vela guaira |

|  | Aparell amb vela mística |

|  | Una vela quadra té forma de trapezi, amb quatre costats. S’aferma en una verga horitzontal. |

|  | Una vela de junc s’assembla a una persiana. Té diversos sabres horitzontals que s’estenen per tot l’ample de la vela. La superfície vèlica es pot regular des de coberta. |

|  | Vela rígida |

## Principis físics
La navegació a vela es basa en principis aerodinàmics i hidrodinàmics que permeten la propulsió i el govern d'una embarcació de vela. Un veler navegant consta d’una part aèria (l’obra morta i l’aparell vèlic) i una part submergida (obra viva). La part exterior rep l’acció del vent (vent aparent) mentre que la part submergida està sotmesa a l’acció de l’aigua (corrent relatiu). El vent aparent provoca una força aerodinàmica sobre el velam que cal analitzar com un vector (intensitat i direcció). L’acció de l’aigua provoca una força hidrodinàmica sobre l’obra viva (amb les seves intensitat i direcció corresponents).

### Forces sobre una vela

Fig.1. Forces sobre l’ala d’un avió
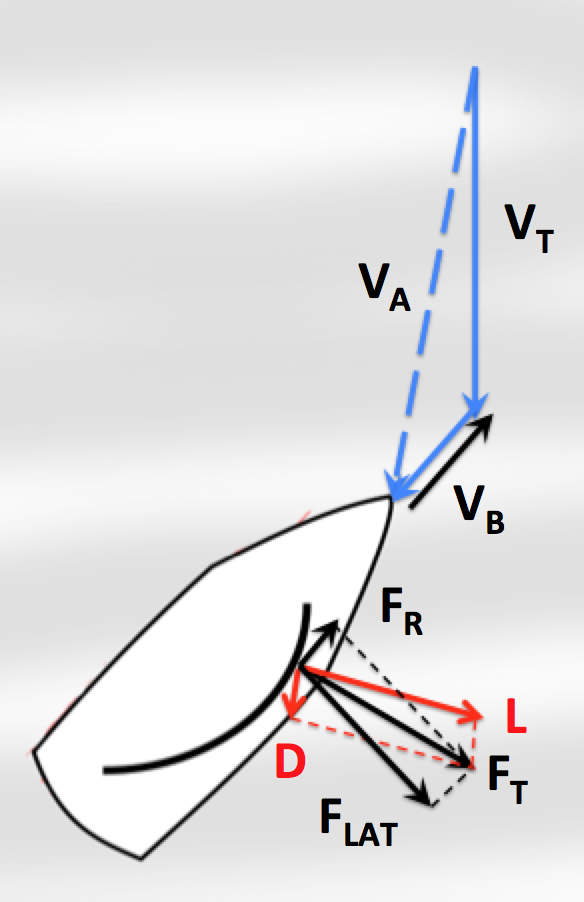
Fig.2. Forces sobre una vela de vaixell

La figura 1 representa l’ala d’un avió que rep l’aire a una velocitat “V” amb un angle d’atac α. La força total sobre l’ala és R. Que es pot descompondre en una força de sustentació L i una força d’arrossegament D.
La figura 2 representa un veler amb una sola vela i les forces associades. (L’angle que forma la vela no és correcte: s’hauria d’haver dibuixat en un angle més obert per a mantenir la posició real en un vaixell i l’angle relatiu amb la força total F T representada en el dibuix). La força total F T es pot descompondre en una força longitudinal F R i una força lateral F LAT. En vermell hi ha una segona descomposició en les components L i D; components emprades en la figura 1.

### Vent aparent

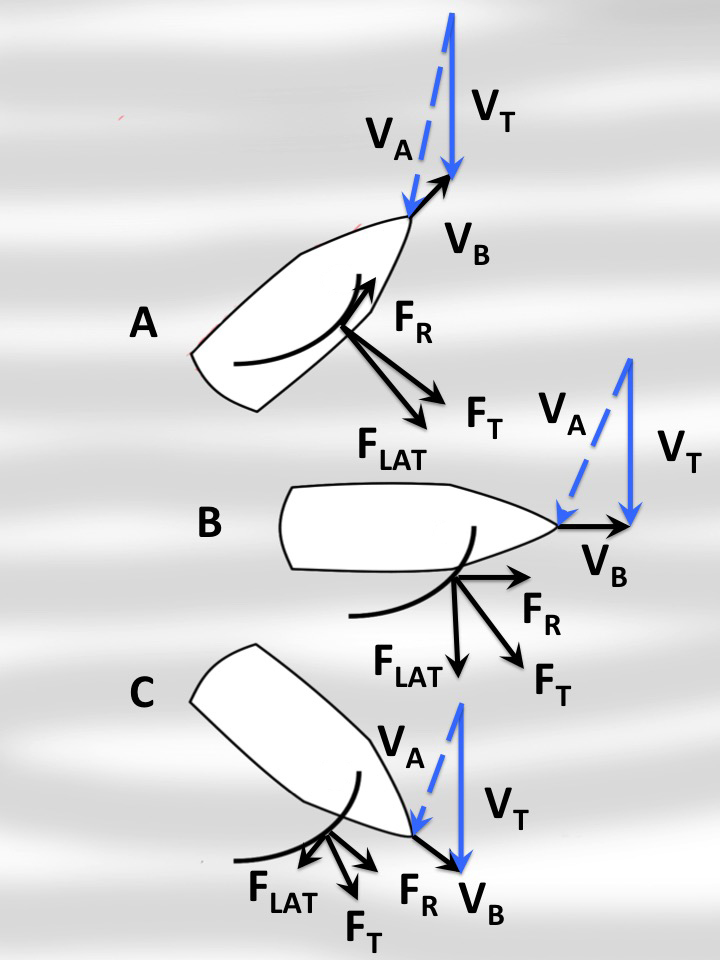
Fig.3. Vent aparent i forces aerodinàmiques en un veler
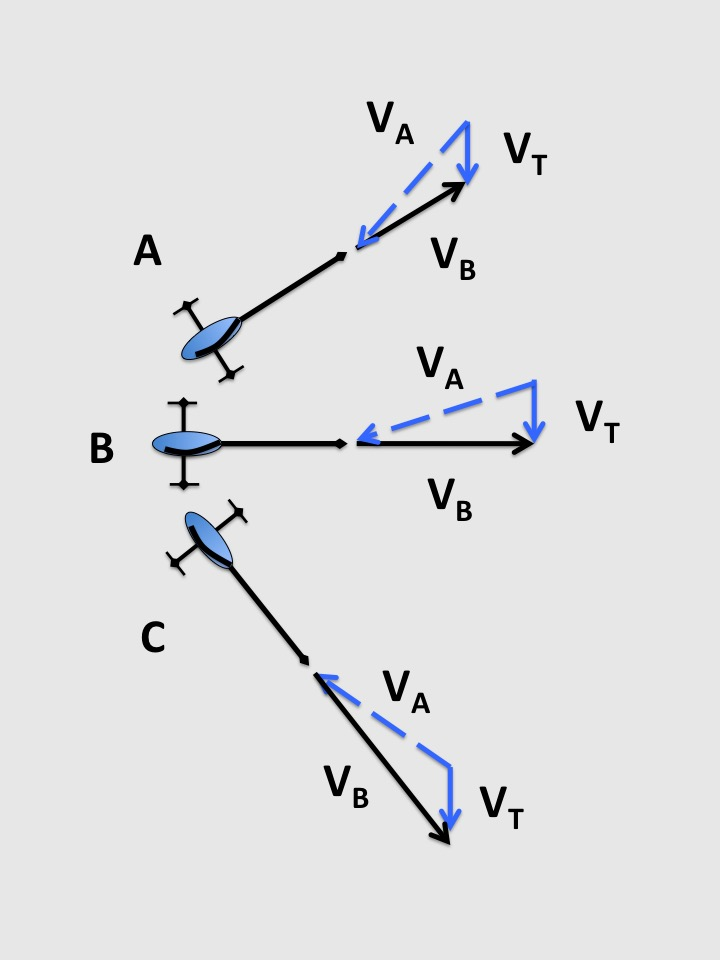
Fig.4. Vent aparent en un trineu de vela

La nomenclatura de les figures 3 i 4 anteriors és la següent:
- VT = vent real
- VB = vent relatiu provocat per la velocitat del vaixell
- VA = vent aparent, suma vectorial dels anteriors
- FT = força total sobre la vela
- FLAT = força lateral
- FR = força de propulsió

Les figures 3 i 4 permeten comparar, de forma gràfica, les diferències entre un veler convencional i un trineu de vela. Aquest darrer cas s’assembla molt als moderns i ràpids velers hidròpters (que s’alcen sobre l’aigua amb ales submergides).
La velocitat d’un veler convencional és relativament petita i els vents aparents en els tres casos considerats (A rumb de cenyida, B rumb de través, C rumb llarg) presenten una variació important de l’angle incident (respecte de la línia de crugia del vaixell). En els trineus de vela sobre gel i els velers més ràpids, les variacions de l’angle de incidència del vent aparent
són molt més petites. En rumbs llargs porten les veles ajustades com si anessin de cenyida. A efectes pràctics, la velocitat de desplaçament és molt superior a la velocitat del vent real.
Pel que fa a les forces, la força total sobre la vela és proporcional al quadrat de la velocitat del vent aparent. Aquesta força total es pot descompondre en una força lateral (que fa escorar el vaixell i provoca que derivi cap a sotavent) i una força de propulsió en el sentit de marxa del veler (en la direcció de l'eix longitudinal o de crugia del veler).

### Aspectes quantitatius
Les forces de sustentació i arrossegament són directament proporcionals al quadrat de la velocitat del vent aparent.
La fórmula de la sustentació (L) o força de sustentació és la següent:
{\displaystyle Sustentaci{\acute {o}}={\frac {1}{2}}\cdot \rho \cdot V^{2}\cdot S\cdot Coeficient_{Sustentaci{\acute {o}}}}

## Modalitats de navegació pel que fa al vent

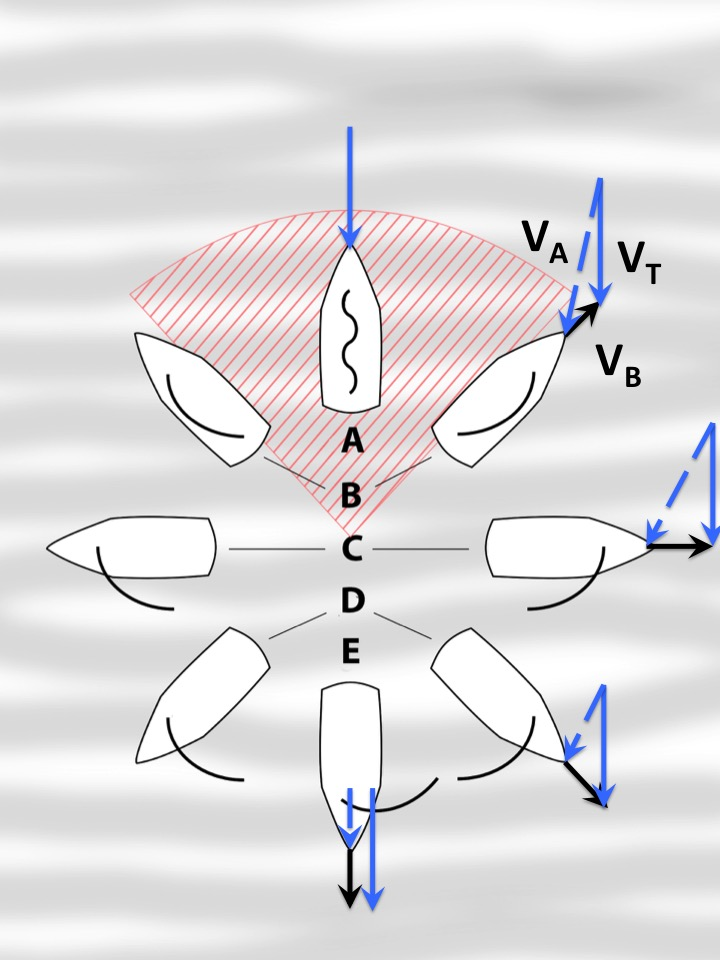
.

- Navegar en cenyida o bolina: quan el rumb de l'embarcació és proper a la direcció del vent, entrant el vent per l'amura.
- Navegar a un desquarterar: quan un vaixell navega entre el rumb de cenyida i el de través.
- Navegar de través: quan el vaixell rep el vent per un costat (través) amb un angle d'uns 90 º.
- Navegar a un llarg (navegació): quan rep el vent per l'aleta.
- Navegar en popa: quan rep el vent amb la mateixa direcció que el seu rumb, entrant el vent per la seva popa
- Navegar amurat a estribord: quan l'embarcació rep el vent per la banda d'estribord.
- Navegar amurat a babord: quan es rep el vent per la banda de babord.

## Títols
A Espanya, els títols que autoritzen a governar embarcacions d'esbarjo de vela, depenent del límit de distància de la costa, i en funció de la seva eslora, són:
- Patró de Navegació Bàsica
- Patró d'Embarcacions d'Esbarjo
- Patró de Iot
- Capità de Iot

## Documents
El de la navegació a vela és un tema molt ampli i amb nombrosos aspectes a considerar. Una petita mostra de fets puntuals i significatius hauria de permetre una millor comprensió de l'especialitat considerada.

### Naufragi de Sant Pau
En els Actes dels apòstols es pot llegir el naufragi de Sant Pau, que viatjava en una nau mercant romana carregada de blat.
El viatge va començar malament. La nau va salpar de Laloí Limenes -Bells Ports- (prop de Lasea) en una època perillosa (passat el “dejuni”, dia de l'Expiació jueva o Yom Kippur, entre setembre i octubre) contra el consell de Pau, ja que el centurió que manava va fer més cas del pilot i del patró. Aviat els sorprengué una ventada, d'un vent anomenat euroaquiló. Varen hissar el bot que duien a remolc amb prou feines i cintraren la nau amb cables...Al cap de catorze nits d'anar a la deriva encallaren la nau en un sorral i amb moltes dificultats arribaren a la platja. Era l'illa de Malta.
Al cap de tres mesos va salpar en una nau alexandrina, encomanada als Dióscors (o Dioscurs, Càstor i Pol·lux) cap a Siracusa.

### Transport d'un obelisc
Segons Plini el Vell, la nau de transport de l’obelisc de Calígula, (actualment a la plaça del Vaticà), fou llastada amb llenties. El terme llenties ha estat interpretat de forma literal en el sentit de la llegum comestible. En una altra part del text, Plini parla d’una sorra "vermella" (en una traducció francesa) semblant a les llenties.
| «                                          | ... CXX.M modiorum lentis pro saburra ei fuere | » |
| — Plini el Vell. Història Natural XVI, 60. |                                                |   |

| «                                  | ... Arena late pura circum lentis similitudine, qualis in majori parte Africae | » |
| — Plini el Vell. Història Natural. |                                                                                |   |

### Coca Sant Climent
La coca Sant Climent  fou una coca de grans dimensions, armada l'any 1331 per tretze ciutadans de Barcelona per a lluitar i defensar-se dels genovesos (enemics de Catalunya en aquella època). (Vegeu Guerra catalanogenovesa (1330-1336)). La coca havia estat construïda a Gènova i capturada per l'almirall Galzeran Marquet. La va comprar la ciutat de Barcelona i la va tornar a en Marquet per a fer el cors contra els genovesos, segons contracte amb el sindicat esmentat de tretze ciutadans. Tot i que les mides no es coneixen, la coca Sant Climent estava pensada per a 500 tripulants armats. De la mateixa època i posteriors hi ha bastiments de dimensions considerables semblants a la coca Sant Climent. Per exemple les naus de la batalla de Ponça d'Alfons el Magnànim: Magnana, Lomellina, Calva...

### Naixement dels clípers

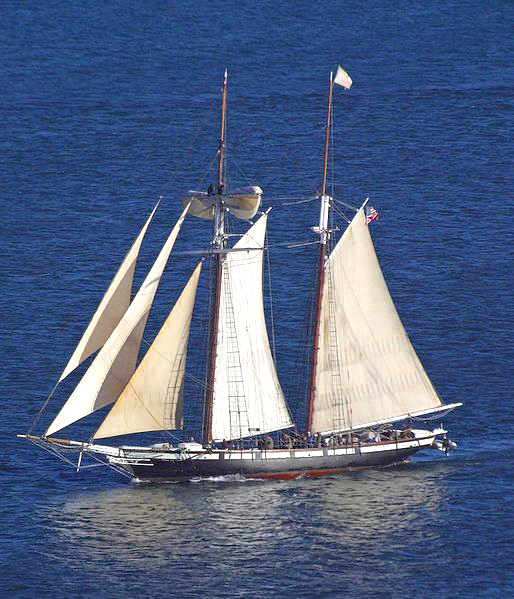
Rèplica del "clíper de Baltimore" de 1847 Californian construïda l'any 1984

Els primers vaixells anomenats clípers foren els clípers de Baltimore, també coneguts amb el nom més genèric de clípers de Chesapeake. Es tractava de vaixells lleugers dissenyats per a la velocitat. Amb bucs molt fins i aparellats de goleta o de goleta de velatxos, ja existien abans de la guerra d'independència nord-americana. La Guerra Anglo-Americana de 1812-1815, va permetre la construcció d'alguns clípers notables, noliejats amb patents de cors, que permeteren uns guanys considerables als seus propietaris.
Un vaixell corsari i clíper d'anomenada fou el "Prince de Neufchâtel" (328 tones, 34 m d'eslora, 13,5 nusos de velocitat).
Inspirats en els clípers corsaris hi ha uns quants vaixells que es disputen l'honor de ser el primer clíper construït per a viatges de llarga durada :
- Falcon (175 tones, Cowes, 1815)
- Falcon (351 tones, Cowes, 1824)[35]
- Red Rover (328 tones, 1830, Calcuta)[36]
- Ann McKim (494 tones, Baltimore, 1833)[37]
- Scottish Maid (150 tones OM, 1839, Aberdeen)
- Rainbow (757 tones OM,, Nova York, 1845)
- Sea Witch (908 tones, Nova York 1846)

Els clípers Rainbow i Sea Witch foren dissenyats per l'enginyer naval John Willis Griffiths, que preconitzava unes formes del buc completament diferents de les tradicionals. Amb la secció mestra desplaçada cap a popa i l'obra viva a proa de formes còncaves. Aquells dissenys revolucionaris demostraren ser eficaços i foren la inspiració de tots els clípers posteriors. Els seus clípers estaven basats en la teoria i els càlculs, i les seves obres demostren els seus coneixements en la matèria, sense oblidar els aspectes històrics i les normatives legals de molts països.
Per a observar detalls i formes constructives és indispensable mirar i analitzar els plànols adequats.